# Rap-Up
Rap-Up é uma revista lançada pela primeira vez em 2001 pelo fundador Devin Lazerine. A publicação foi originalmente num sítio dedicado a hip hop, até Lazerine decidiu lançar a possibilidade de uma revista para várias editoras. A revista é focada no estilos de música hip hop e R&B, e principalmente apresenta entrevistas com cantores, actores e outros tipos de artistas.
A revista reiniciou a publicação, em 2005, quando conseguiu vender cópias suficientes para garantir as futuras versões. É publicada trimestralmente e vendida em mais de 20 países, e um manual separado foi lançado que narra a história do hip hop. A revista foi nomeada para dois prémios, e é muitas vezes referenciada por outras.

## História
Rap-Up foi fundada por Devin Lazerine quando tinha quinze anos de idade, como um passatempo depois da escola. Foi inicialmente uma linha de compilações de notícias sobre hip hop, mexericos e tabelas de música. Depois de ouvir a canção "Insane in the Brain" por Cypress Hill aos dez anos de idade, Devin queria estar na indústria musical, mas "não era capaz de cantar rap ou, de modo que não era uma opção". Vários dias depois do lançamento do sítio, Lazerine decidiu lançar a ideia de uma revista para seleccionar os editores, e no dia seguinte, um editor da H&S Media expressaram interesse no conceito. Devin trabalhou com seu irmão Cameron para criar a revista e decidiu que seria para um público jovem. A primeira edição da revista foi publicada pela H&S Media em 2001, no entanto, a empresa faliu pouco tempo depois de publicar a primeira edição, que vendeu 200 mil cópias.. A publicação foi reentregada em 2003 pela Total Media Group inserida na revista Urban Teen Scene. A inserção atraiu a atenção da média, principalmente por causa da idade dos irmãos.
Os irmãos começaram a trabalhar numa terceira edição, em 2004, sem o apoio de uma editora. Os editoriais foram escritos por 10 estudantes de jornalismo, e as fotos foram contribuídas pelos publicitários. O director de arte Ian Lynam, que projectou a revista, enviou tudo on-line para o Japão. A edição foi lançada em Março de 2005, e custou US$35.000 (€ 28.971) para produzir. Inclui o cantor Chingy na capa, e foram distribuídas 80.000 cópias em todo o mundo. A partir da décima primeira edição, que foi publicado no Verão de 2008, Lynam redesenhou a capa da revista e o conteúdo. A principal razão para a reformulação foi a mudança do público-alvo mais jovem para um mais velho e mais sofisticado.
A revista é vendida em mais de 20 países. Nos Estados Unidos, é vendida por Wal-Mart, Barnes & Noble, Borders Group e Tower Records. Devin chama a Rap-Up, "uma publicação para Geração Y pela Geração Y". Ele serve como um escritor, editor e editor-chefe, e supervisiona o conteúdo editorial e das vendas de publicidade. Cameron trabalha como editor-assistente, e é responsável pela impressão, produção, distribuição e expedição da revista. Em 2008, a revista lançou um manual intitulado, Rap-Up: The Ultimate Guide to Hip-Hop and R&B, que foi publicado pela Grand Central Publishing/Hachette Book Group. O livro narra a história do hip hop, e apresenta um prefácio assinado pelo rapper T.I..

## Impacto
Bob Baker, ex-editor da H&S Media, elogiou Devin por ter o bom senso "para procurar as editoras, para dizer 'eu quero fazer isso e como eu faço isso? Concentro-me mais sobre a sua idade do que a sua raça". Lou Pitt, um empresário e produtor de cinema e televisão, considerou que Rap-Upse destacou entre revistas como Vibe, The Source e XXL, mostrando o lado objectivo dos artistas. Pitt disse que a revista "não é a versão de rua [...] Tem uma abordagem muito populista, na forma de People ou Entertainment Weekly. Em 2003, Devin foi incluído na lista da revista Fast Company, "Campeões da Inovação, cuja realizações estão mudando as empresas e a nossa cultura". Em 2006, a revista foi nomeada para a categoria "Best New Consumer Publication" para a cerimónia anual Maggie Awards. Em 2007, a página oficial na Internet da Rap-Up.com recebeu outra nomeação para "Best Hip-Hop Magazine Site" nos Hip Hop Honors do VH1.